# Bolesław Kominek

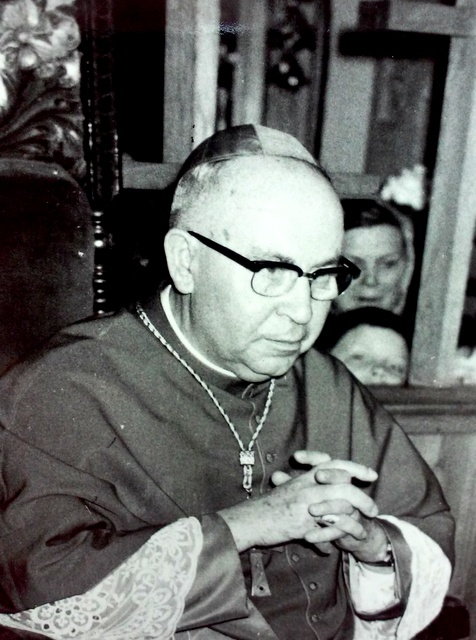
Bolesław Kardinal Kominek (1973)

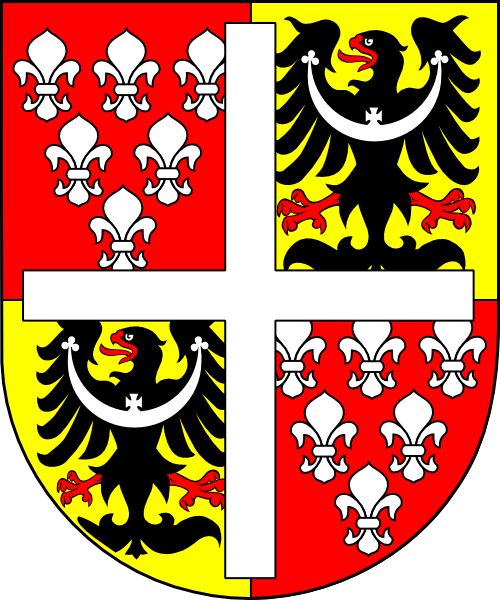
Wappen des Erzbischofs und Kardinal

Bolesław Kardinal Kominek [bɔˈlɛswaf kɔˈmʲinɛk] (* 23. Dezember 1903 in Radlin II; † 10. März 1974 in Breslau) war ein römisch-katholischer Geistlicher und der erste polnische Erzbischof von Breslau.

## Leben

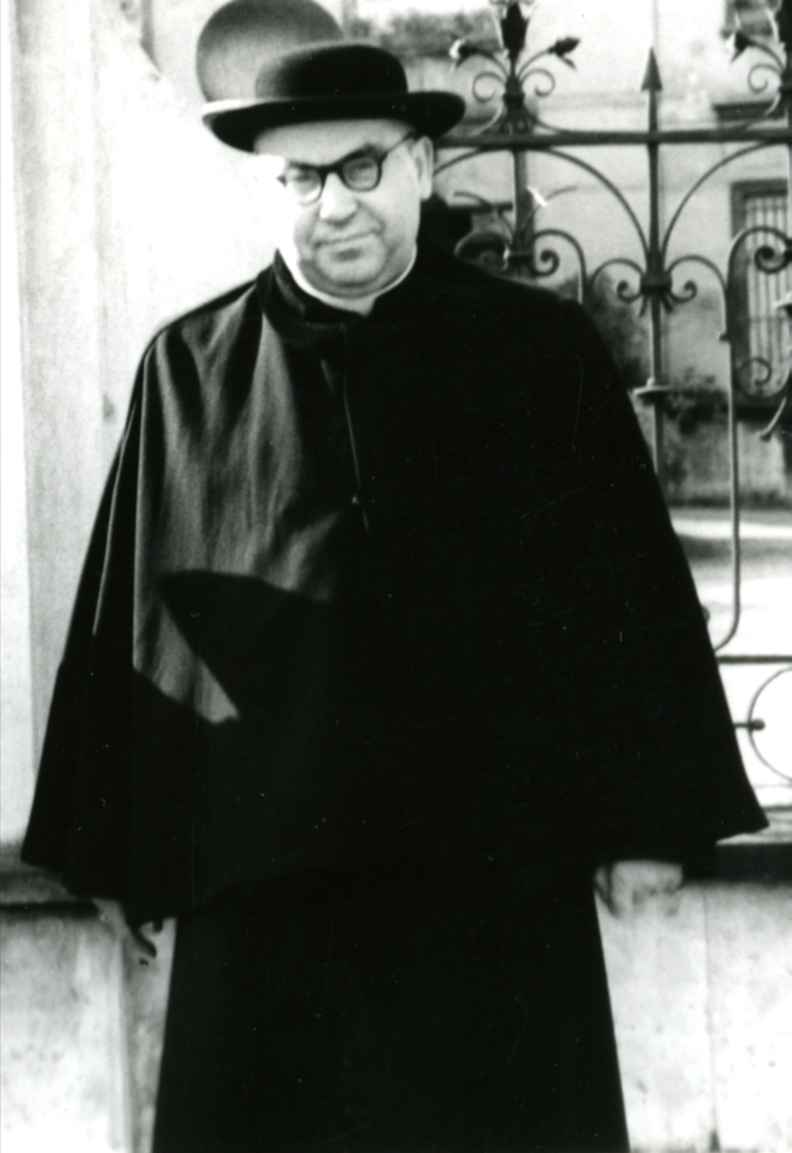
Bolesław Kominek (50er-Jahre)

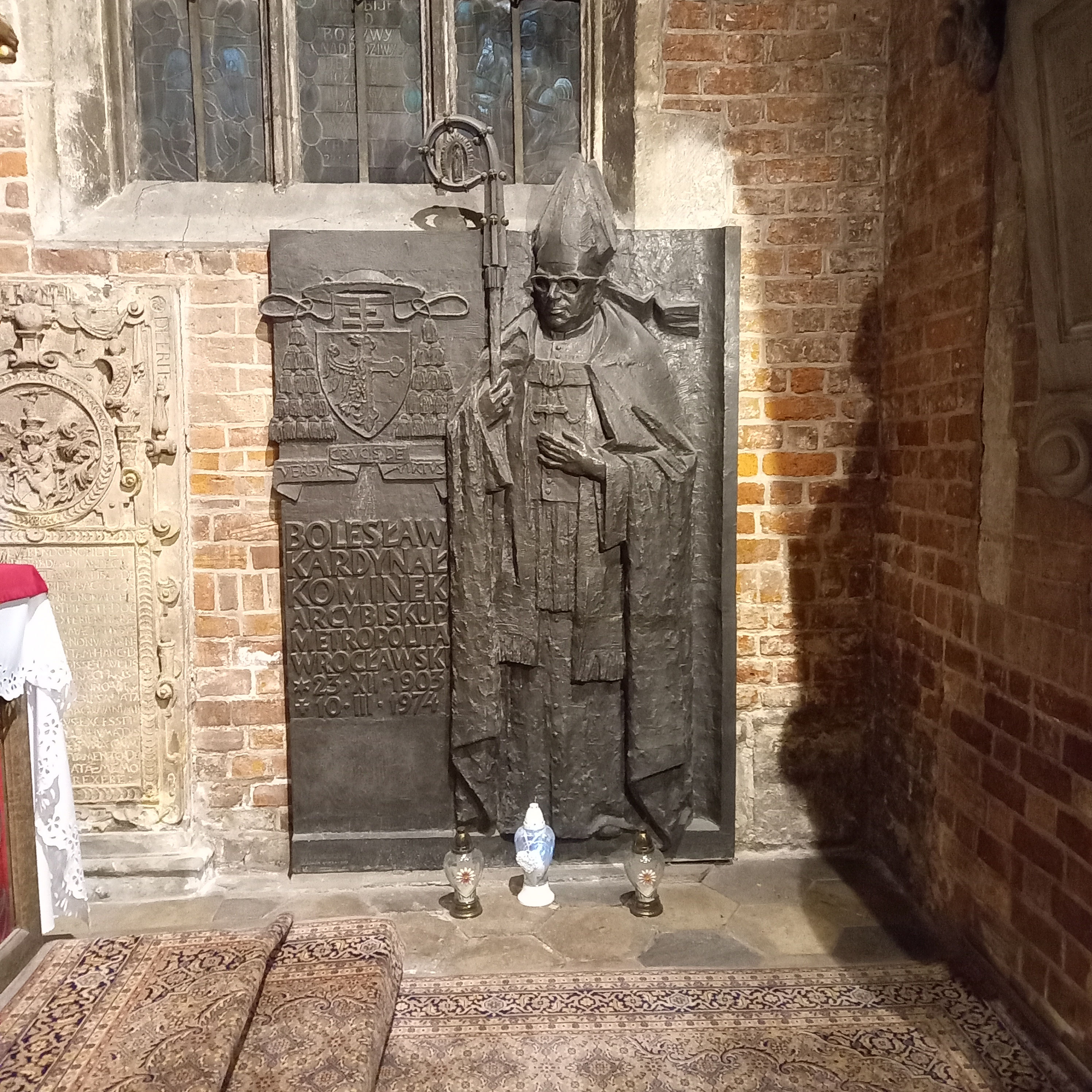
Das Grab von Bolesław Kominek im Breslauer Dom

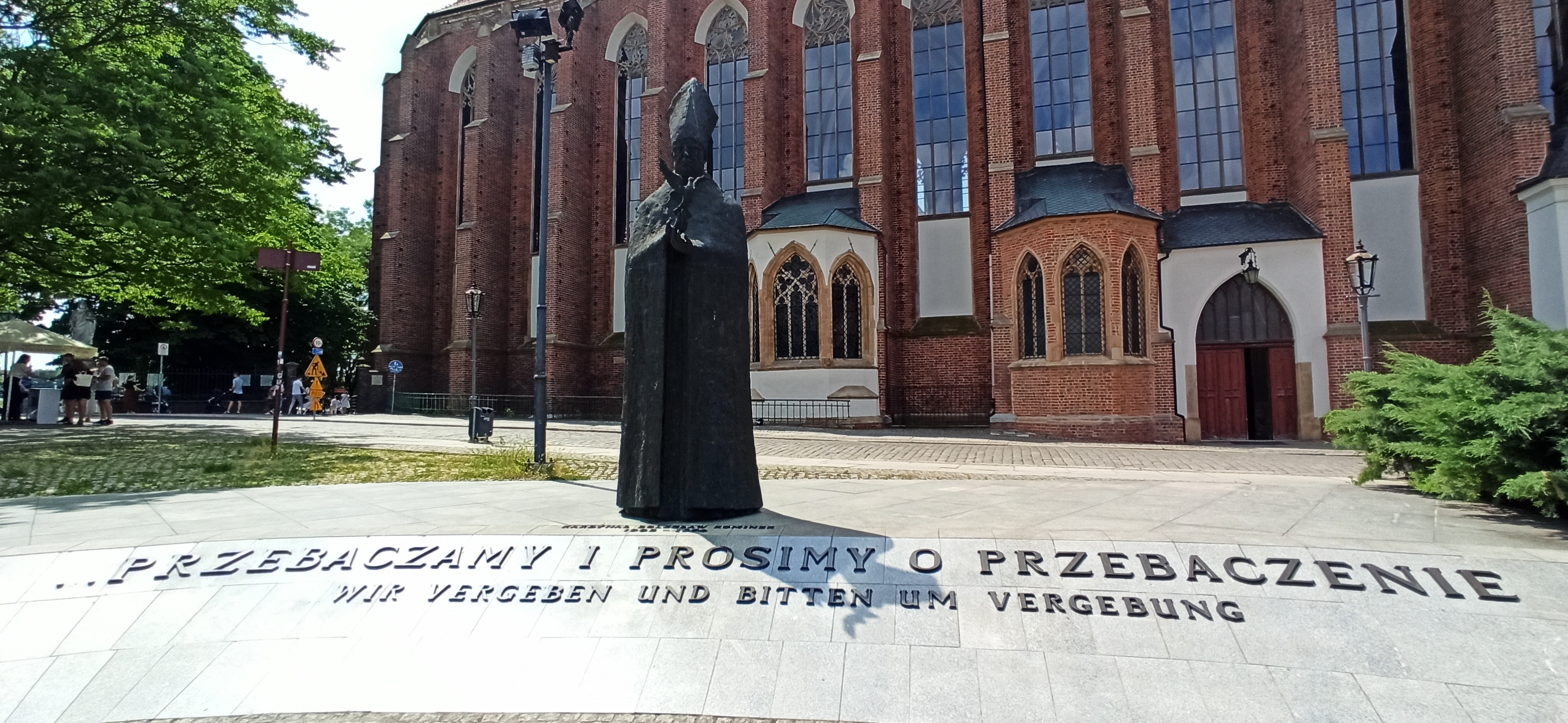
Kominek-Denkmal in Breslau mit dem Zitat Wir vergeben und bitten um Vergebung

Bolesław Kominek besuchte das Staatliche Gymnasium in Rybnik und empfing am 11. September 1927 in Katowice die Priesterweihe. Von 1927 bis 1930 studierte er zunächst an der Jagiellonen-Universität in Krakau und anschließend am Katholischen Institut in Paris Philosophie und Katholische Theologie, wo er gleichzeitig als Seelsorger für polnische Auswanderer tätig war. Nach Abschluss der Studien wirkte er von 1930 bis 1939 als Priester in der Diözese Katowice und war gleichzeitig Sekretär der Katholischen Aktion. Während des Zweiten Weltkrieges betreute er in Lublin und in Oberschlesien Kriegsgefangene und KZ-Häftlinge.
Nach dem Tod von Kardinal Bertram im Juli 1945 und der Resignation des gewählten Kapitularvikars Ferdinand Piontek wurde Bolesław Kominek am 15. August 1945 durch den polnischen Primas, Kardinal August Hlond, der die Ostdeutsche Kirchenprovinz auf vier Apostolischen Admimistraturen (Breslau, Oppeln, Landsberg an der Warthe und Allenstein) aufgeteilt hatte, einseitig zum Apostolischen Administrator von Oppeln ernannt, obwohl Hlond hierzu die päpstliche Ermächtigung überschritten hatte.
Am 26. Januar 1951 wurde den vier Administratoren die weitere Amtsführung durch die kommunistischen Machthaber verboten. Sie wurden von dem verwalteten Amt abberufen und erhielten ein Aufenthaltsverbot für ihre bisherigen Residenzen. An ihrer Stelle wurden durch die Volksrepublik Polen sogenannte Kapitularvikare eingesetzt. Bolesław Kominek verließ Oppeln und nahm seinen Wohnsitz in Krakau.
Im selben Jahr 1951 ernannte ihn der Papst zum Titularbischof von Sophene und de facto Weihbischof in Breslau (das Erzbistum Breslau wurde vom Hl. Stuhl offiziell noch als zugehörig zu Deutschland betrachtet). Die kommunistischen Machthaber untersagten ihm sowohl die Ansiedlung in Breslau als auch den Empfang der Bischofsweihe. Die erst am 10. Oktober 1954 heimlich in Przemyśl durch Bischof Franciszek Barda gespendete Weihe musste bis 1956 geheim gehalten werden. Nach dem Tod von Bolesław Bierut und der vorübergehenden politischen und religiösen Liberalisierung durch Parteichef Władysław Gomułka durfte Kominek 1956 in sein Amt als Weihbischof und Kapitularvikar eingeführt werden und Wohnsitz in Breslau nehmen.
Papst Johannes XXIII. ernannte Kominek 1962 zum Titularerzbischof von Euchaitae. 1962 bis 1965 nahm er am Zweiten Vatikanischen Konzil teil.
Im November 1965 verfasste Kominek den bedeutenden Aufruf der polnischen Bischöfe an ihre deutschen Amtsbrüder zur Versöhnung, der vor allem durch die darin enthaltene Formulierung „wir vergeben und bitten um Vergebung“ bekannt geworden ist, und leistete somit für die nächsten Jahrzehnte einen großen Beitrag zur deutsch-polnischen Verständigung und Versöhnung.
Nach der Neuordnung der ehemaligen deutschen Ostdiözesen durch den Heiligen Stuhl wurde Bolesław Kominek 1972 von Papst Paul VI. zum Erzbischof von Breslau ernannt. Am 5. März 1973 nahm er ihn als Kardinalpriester mit der Titelkirche Santa Croce in via Flaminia in das Kardinalskollegium auf.
Bolesław Kominek starb am 10. März 1974 in Breslau und wurde im Breslauer Dom bestattet.